# M Network
M Network was een computerspelbedrijf van Mattel Electronics, een bedrijfsonderdeel van Mattel. Het bedrijf bracht in de jaren 80 van de twintigste eeuw computerspellen uit voor de Atari 2600-spelcomputer. De meeste spellen waren versimpelde versies van de Intellivision-variant.
Naast het uitgeven van spellen ontwikkelde het bedrijf ook accessoires voor de Atari 2600. Zoals de Super Charger, welke extra geheugen toevoegde aan de spelcomputer. Het eerste spel wat hiervan gebruik ging maken was BurgerTime uit 1982. Uit onderzoek kwam echter uit dat mensen geen interesse hadden voor zulke accessoires, het project werd daarom geannuleerd. Het extra geheugen werd aan de spelcartridge toegevoegd, waardoor deze duurder werden.
In maart 1983 gaf het bedrijf een joystick weg bij aankoop van de spellen TRON Deadly Discs en Adventures of TRON. Deze werden in de winkels verkocht als een pakket, maar personen die de beide spellen los hadden gekocht konden deze aanvragen.
Het bestuursbeleid van Mattel Electronics werd in de zomer van 1983 veranderd. In plaats van de hardware werd er geadverteerd met de spellen van het bedrijf. De verpakking van de Atari-spellen werden hierdoor gelijk aan de Intellivision-variant. Ook werd de naam M Network niet meer gebruikt, de laatste twee spellen (Bump 'N' Jump en Masters of the Universe: The Power of He-Man) werden uitgebracht onder de Mattel Electronics-naam.
De softwaredivisie van Mattel Electronics werd in 1984 gesloten wegens de Noord-Amerikaanse videospelrecessie. Hierdoor werden bepaalde spellen, die rond die tijd al voltooid waren, niet uitgegeven.

## Uitgegeven spellen
| Jaar | Titel                                        | Genre        | Opmerkingen                                               |
| ---- | -------------------------------------------- | ------------ | --------------------------------------------------------- |
| 1982 | Armor Ambush                                 | Actiespel    | Gebaseerd op Armor Battle voor de Intellivision.          |
| 1982 | Astroblast                                   | Actiespel    | Gebaseerd op Astrosmash voor de Intellivision.            |
| 1982 | Dark Cavern                                  | Actiespel    | Gebaseerd op Night Stalker voor de Intellivision.         |
| 1982 | Frogs and Flies                              | Actiespel    | Gebaseerd op Frog Bog voor de Intellivision.              |
| 1982 | International Soccer                         | Sportspel    | Gebaseerd op NASL Soccer voor de Intellivision.           |
| 1982 | Lock 'N' Chase                               | Actiespel    | Gebaseerd op de gelijknamige Intellivision-versie.        |
| 1982 | Space Attack                                 | Shoot 'em up | Gebaseerd op Space Battle voor de Intellivision.          |
| 1982 | Super Challenge Baseball                     | Sportspel    | Gebaseerd op Major League Baseball voor de Intellivision. |
| 1982 | Super Challenge Football                     | Sportspel    | Gebaseerd op NFL Football voor de Intellivision.          |
| 1982 | TRON: Deadly Discs                           | Actiespel    | Gebaseerd op de gelijknamige Intellivision-versie.        |
| 1983 | Adventures of TRON                           | Actiespel    | Gebaseerd op TRON Maze-A-Tron voor de Intellivision.      |
| 1983 | Air Raiders                                  | Shoot 'em up | Werd alleen uitgebracht voor de Atari 2600.               |
| 1983 | Bump 'N' Jump                                | Racespel     | Gebaseerd op het arcadespel van Data East.                |
| 1983 | BurgerTime                                   | Actiespel    | Gebaseerd op het arcadespel van Data East.                |
| 1983 | Kool-Aid Man                                 | Actiespel    |                                                           |
| 1983 | Masters of the Universe: The Power of He-Man | Actiespel    | Gebaseerd op de gelijknamige Intellivision-versie.        |
| 1983 | Star Strike                                  | Shoot 'em up | Gebaseerd op de gelijknamige Intellivision-versie.        |